# روابط اسرائیل و بوتسوانا
اسرائیل و بوتسوانا روابط رسمی دارند هرچند هیچ‌یک از دو کشور کنسولگری یا سفارت رسمی خود را در کشور دیگر به عنوان نماینده حفظ نمی‌کند. با این وجود، دو کشور توافق‌نامه‌های همکاری در سطح دولت را امضاء کرده‌اند و فعالیت‌های بخش خصوصی بین دو کشور وجود دارد.

## تاریخچه
بوتسوانا در سال ۱۹۷۳ روابط خود را با اسرائیل قطع کرد اما در سال ۱۹۹۳ دوباره برقرار شد.
این دو کشور روابط دیپلماتیک در سال ۱۹۹۳ پس از آنکه اسرائیل و سازمان آزادیبخش فلسطین ،پیمان اسلو را امضاء کردند. در فوریه ۲۰۱۲، دان شهام-بن-هایون مدارک دیپلماتیک خود را به عنوان نماینده رسمی به بوتسوانا ارائه داد. با این حال، او در حال حاضر در نامیبیا مستقر است.

## روابط اقتصادی و آموزشی
شش شرکت الماس با محوریت اسرائیل در منطقه گابورونه در بوتسوانا فعالیت دارند و ظاهراً حدود ۱۰۰۰ شهروند بوتسوانا را به استخدام کرده‌اند.
بوتسوانا در حال مبارزه با یک مشکل شدید بیابان زایی است. اسرائیل به عنوان الگویی برای مقابله با این مشکل براساس پیشرفتهای فناوری کشور در کشاورزی و نمک زدایی پیشنهاد شده‌است.